# Монтепескали
Монтепескали (итал. Montepescali) је насеље у Италији у округу Гросето, региону Тоскана.
Према процени из 2011. у насељу је живело 224 становника. Насеље се налази на надморској висини од 213 м.